# Capital megye (San Juan)
Capital egy megye Argentína nyugati részén, San Juan tartományban. Székhelye San Juan.

## Népesség
A megye népessége a közelmúltban a következőképpen változott:
| Év   | Lakosság |
| ---- | -------- |
| 2001 | 111 708  |
| 2010 | 109 123  |